# Boura II
Pour les articles homonymes, voir Boura.
Boura II est un village du Cameroun situé dans la région du Centre et le département du Mbam-et-Kim. Il fait partie de la commune de Mbangassina. 

## Population
En 1964, Boura II comptait 76 habitants, principalement des Kombe. Lors du recensement de 2005, la localité comptait 129 habitants.

## Infrastructures

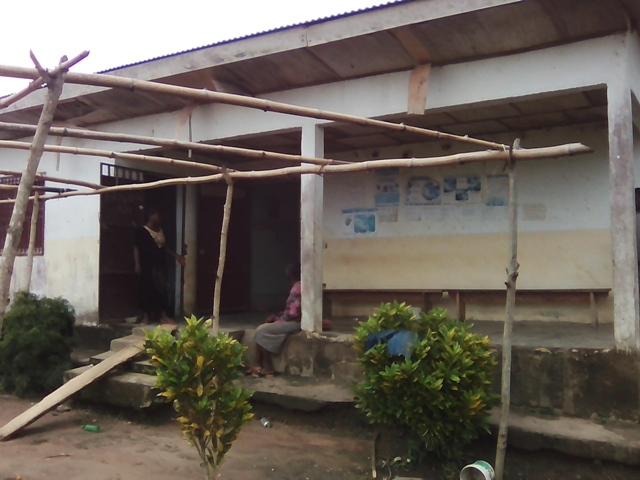
Le Centre de santé intégré

Boura II dispose d'un Centre de santé intégré (CSI).